# Čepljani
Čepljani is een plaats in de gemeente Umag in de Kroatische provincie Istrië. De plaats telt 155 inwoners (2001).